# Anthophora bimaculata
Anthophora bimaculata ist eine Biene aus der Familie der Apidae. Sie wird auf Deutsch auch Dünen-Pelzbiene genannt.

## Merkmale

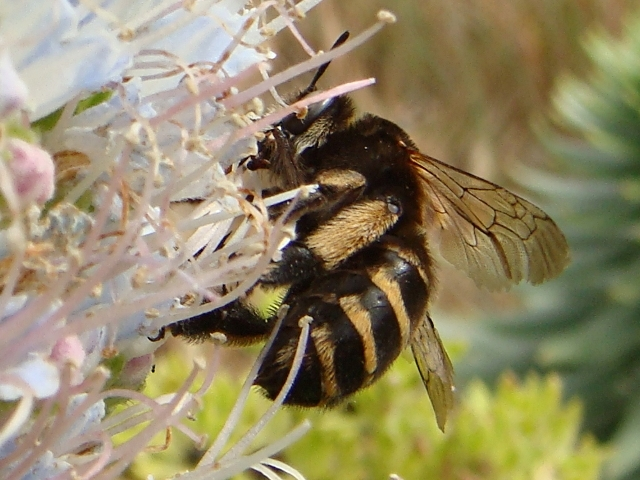

Die Bienen haben eine Körperlänge von 8 bis 9 Millimeter. Die Weibchen haben eine gelbe Zeichnung am Gesicht und eine gelbbräunliche, rasch verblassende Behaarung. Diese ist auf dem Scheitel und dem dorsalen Thorax mit schwarzen Haaren durchmischt. Die Tergite zwei bis fünf haben anliegende Filzhaare sowie am Hinterrand eine anliegende Haarbinde. Die Schienenbürste (Scopa) ist weiß. Bei den Männchen ist das Gesicht gelb gezeichnet. Der Thorax ist dorsal braunrot, der Kopf und die ersten beiden Tergite gelbbraun behaart. Die Tergite drei bis fünf sind schwarz behaart. Die Tergite besitzen am Hinterrand weißliche Haarbinden. Das Fersenglied (Metatarsus) bei den mittleren Beinen hat an der Hinterkante weiße Haarfransen. Das siebte Tergit hat mittig einen Längskiel und ist am Ende tief eingekerbt.

## Vorkommen und Lebensweise
Die Art ist in Süd- und Mitteleuropa verbreitet, In Deutschland ist sie selten. Sie kommt in Binnendünen und Flugsandfeldern, Sandgruben und Ruderalflächen vor. Sie fliegt von Anfang Juli bis Ende August. Die Weibchen legen ihre Nester im sandigen Erdboden an, in vegetationsfreien ebenen Flächen oder kleinen Abbruchkanten. Pollen wird von verschiedenen Pflanzenfamilien gesammelt. Kuckucksbiene der Art ist Ammobates punctatus.

## Belege
Felix Amiet, M. Herrmann, A. Müller, R. Neumeyer: Fauna Helvetica 20: Apidae 5. Centre Suisse de Cartographie de la Faune, 2007, ISBN 978-2-88414-032-4.
1. 1 2  P. Westrich: Die Wildbienen Deutschlands. E. Ulmer Verl., Stuttgart 2018, S. 650.